# Sofie Gierts
Sofie Gierts (Merksem, 29 juni 1979) is een Belgisch hockeycoach en voormalig -speelster.

## Levensloop
Gierts was actief bij Royal Uccle Sport THC, alwaar ze op 14-jarige leeftijd debuteerde in het eerste team. Later volgde passages in onder meer Duitsland en bij het Nederlandse BHV Push. In 2005 keerde ze terug naar België, alwaar ze aan de slag ging bij Royal Antwerp HC, waarmee ze tweemaal de landstitel (2007 en 2008) veroverde. Vervolgens ging ze in 2008-'09 aan de slag bij het Spaanse Club de Campo de Madrid. Met deze club won ze dat sezioen zowel de Spaanse beker, als landstitel.
Vervolgens keerde ze terug naar Royal Antwerp HC, waarmee ze nog viermaal  landskampioen werd (2010, 2012, 2013 en 2015) en driemaal de Beker van België won (2010, 2011 en 2012). Bij deze club bleef ze actief tot 2016 als speelster. Vervolgens was ze vier jaar coach. Later werd ze coach van het nationale U18-meisjesteam en vanaf 2021 keerde ze terug naar Uccle Sport, alwaar ze aan de slag ging als coach van het herenteam.
Ook was ze actief bij het Belgisch hockeyteam, alwaar ze driemaal een comeback maakte. In het kwalificatietornooi voor Olympische Zomerspelen van 2012 maakte ze van drie van de vier Belgische goals en werd ze benoemd tot beste speelster van het tornooi. Bij de keuze voor de definitieve selectie voor Londen werd Gierts evenwel door de KBHB niet geselecteerd. In totaal verzamelde ze 140 caps.
Gierts ontving in haar carrière zesmaal (1996, 2006, 2007, 2008, 2010 en 2012) de Gouden Stick. Ze heeft twee kinderen en werkt voltijds in een reclamebureau. Omstreeks 2022 was ze (samen met o.a. Imke Courtois en sportjournalist Sven Van den Abbeele) betrokken bij de oprichting van damesvoetbalclub Antwerp Diamonds FC, waarvan ze tevens voorzitster werd. In 2023 trad ze toe tot de raad van bestuur van Voetbal Vlaanderen.